# David Safier
David Safier (Bremen, 13 de desembre de 1966) és un escriptor i novel·lista alemany. Safier inicialment es va formar com a periodista, va adquirir experiència en ràdio i televisió, incloent a Radio Bremen. Des de 1996, Safier treballa com a guionista. El 2007 va publicar la seva primera novel·la, Maleït karma.

## Novel·les traduïdes al català
(per ordre alfabètic de títol català)
- La balada del Max i l'Amelie (Empúries, 2018); títol original: Die Ballade von Max und Amelie (2018)
- El cavaller Barbacaca (Estrella Polar, 2024); títol original: Der kleine Ritter Kackebart (2023)
- Una família feliç (Empúries, 2012); títol original: Happy Family (2011)
- Jesús m'estima (Empúries, 2010); títol original: Jesus liebt mich (2008)
- Jo, jo, jo... i Shakespeare (Empúries, 2011); títol original: Plötzlich Shakespeare (2010)
- Maleït karma (Empúries, 2010); títol original: Mieses Karma (2007)
- Mu! (Empúries, 2013); títol original: Muh! (2012)
- Més maleït karma (Empúries, 2015); títol original: Mieses Karma hoch 2 (2015)
- El teu príncep blau (Empúries, 2017); títol original: Traumprinz (2016)
- 28 dies (Empúries, 2014); títol original: 28 Tage lang (2014)

## Altres novel·les encara no traduïdes al català
(per ordre cronològic)
- Aufgetaut (2020) (Descongelada)
- Miss Merkel: Mord in der Uckermark (2021) (Miss Merkel: Assassinat a Uckermark)
- Miss Merkel: Mord auf dem Friedhof (2022) (Miss Merkel: Assassinat al cementiri)
- Miss Merkel: Mord auf hoher See (2023) (Miss Merkel: Assassinat en alta mar)
- Miss Merkel: Mord in der Therapie (2024) (Miss Merkel: Assassinat en teràpia)